# Jüdischer Friedhof (Eilpe)

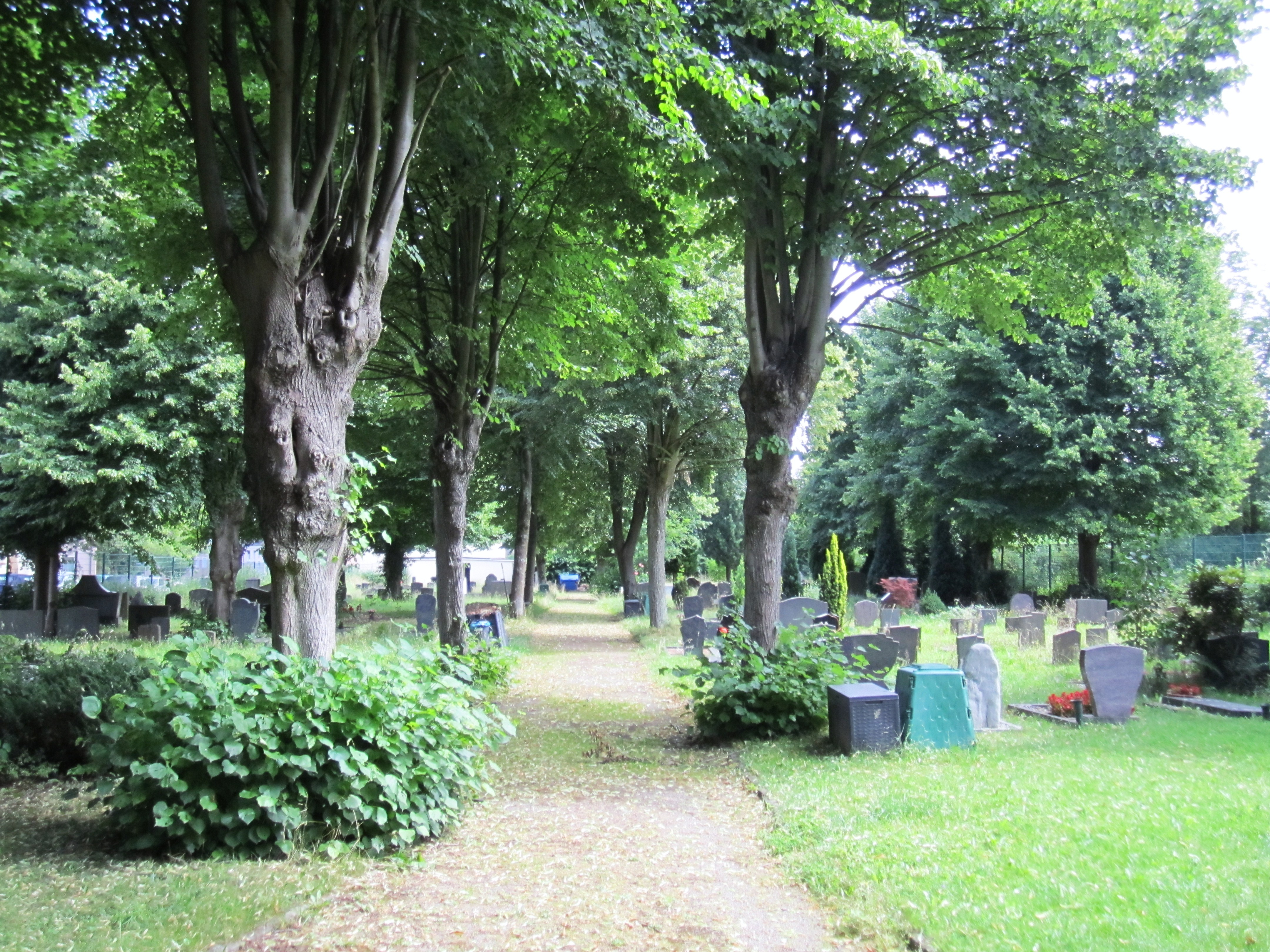
Jüdischer Friedhof Eilpe (2018)

Der Jüdische Friedhof in Eilpe, einem Stadtteil von Hagen im südöstlichen Teil des Ruhrgebiets, wurde 1920 eingeweiht. Der Friedhof der Jüdischen Gemeinde Hagen liegt an der Hohle Straße und ist ein geschütztes Baudenkmal.

## Geschichte
Alter Friedhof 1820 kauften Gabriel Levy und Israel Abraham für die jüdische Gemeinde mittels eines mündlichen Vertrags für 403 Rtlr. vom Tuchfabrikanten Kuhlmann ein Grundstück im Bereich der heutigen Böhmerstraße zur Anlage eines Friedhofs. 1836 sollte die Gemeinde ins Hypothekenbuch eingetragen werden, aber erst nach deren Konstituierung bestätigte die Regierung 1859 den Vertrag. Das Grundstück besaß eine Größe von 61 Ruten 50 Fuß und lag am Rand des Stadtkerns. 1908 beklagte die jüdische Gemeinde die zunehmende Vermüllung des Friedhofs und bat die Stadt um Abhilfe. Die letzte Beerdigung fand im Mal 1920 statt. Im Jahre 1966 wurde der Friedhof „entwidmet“ und das Areal überbaut, nachdem vorher die 58 Grabsteine – der älteste identifizierbare von 1851 – sowie die Überreste der Toten auf den neuen jüdischen Friedhof in Hagen-Eilpe umgebettet worden waren.

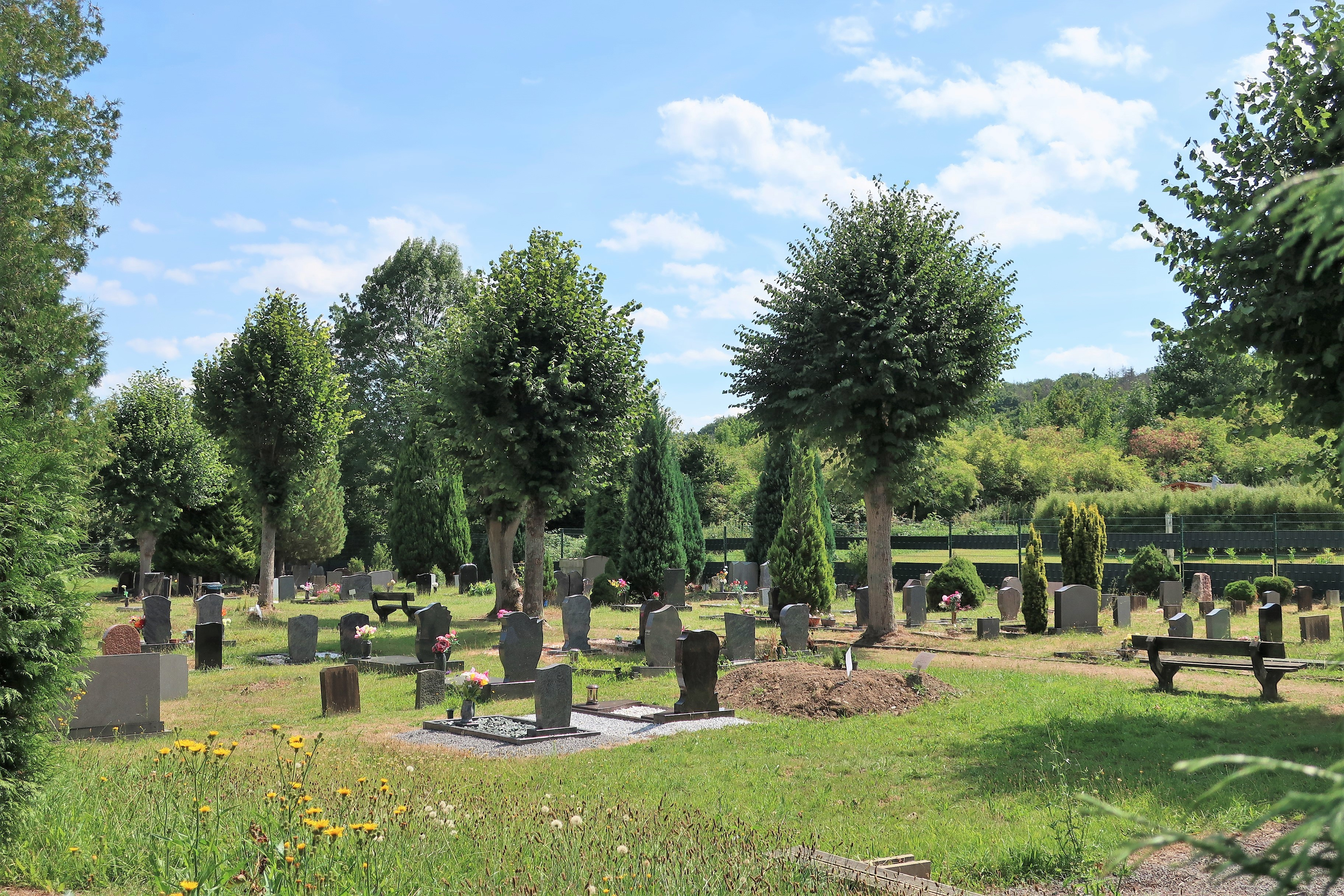
Jüdischer Friedhof Eilpe (2022)

Neuer Friedhof Im Jahr 1897 wurde der Vorstand der jüdischen Gemeinde aufgefordert, den Kauf eines Grundstücks zur Anlage eines neuen Friedhofs in die Wege zu leiten. 1901 erwarb die Gemeinde ein Areal an der Hohlen Straße im Ortsteil Eilpe, der seit 1876 Teil der Stadt Hagen war. 1902 erschien eine Friedhofs- und Begräbnisordnung im Druck. Im selben Jahr errichtete Baumeister C. Post, der schon den Synagogenumbau 1895 in Hagen durchgeführt hatte, für 5000 Reichsmark eine Leichenhalle. 1905 wurden ein Eingangstor nach Plänen des Hagener Architekten Knipp und eine Umfassungsmauer errichtet. Offiziell eingeweiht wurde der neue Friedhof der jüdischen Kultusgemeinde im Jahre 1920.
1924 verwüsteten vier alkoholisierte jugendliche Arbeiter auf dem Friedhof Gräber, warfen 52 Grabsteine um und beschädigten die Leichenhalle; sie wurden vom Großen Schöffengericht in Hagen zu mehrjährigen Gefängnisstrafen verurteilt. Vorstand und Repräsentanten stimmten 1932 dem Vorschlag der Friedhofskommission zu, auch Urnengräber zuzulassen. Die Leichenhalle wurde im Zweiten Weltkrieg als Lager einer Flakabteilung genutzt und in den 1960er Jahren abgerissen.
Auf dem etwa 4000 m² großen Friedhofsgelände befinden sich heute rund 200 Grabsteine aus dem 19. und 20. Jahrhundert, die teilweise vom alten Friedhof stammen. Ein Denkmal erinnert an die NS-Opfer der jüdischen Gemeinde Hagen. 1995 wurde der Begräbnisplatz in die Denkmalliste der Stadt Hagen eingetragen.

## Bestattete Persönlichkeiten
- Hans Frankenthal (1926–1999)